# Luis Ocaña
Jesús Luis Ocaña Pernia (Priego (Cuenca, Spanje), 9 juni 1945 - Caupenne-d'Armagnac (Frankrijk), 19 mei 1994) was een Spaans wielrenner.

## Loopbaan
Geboren in Spanje woonde Luis Ocaña sinds 1957 in het zuidwesten van Frankrijk. In 1968 kreeg hij een profcontract bij de Spaanse Fagor-ploeg. Hij werd in zijn debuutjaar meteen Spaans kampioen op de weg. In 1969 won hij de Midi Libre en behaalde hij een tweede plaats in de ronde van zijn land, een ronde waarin hij ook het bergklassement, de proloog en twee tijdritten won. Gesteund door deze goede resultaten maakte hij in 1970 de overstap naar de Franse formatie Bic.
Hij won in 1970 de Ronde van Spanje, en na een opgave het jaar daarvoor werd hij nu 31ste in de Ronde van Frankrijk inclusief een ritzege. Pas in 1971 kon hij zich in de Ronde van Frankrijk tot uitdager van Eddy Merckx ontpoppen. Hij won de 8ste rit met aankomst op de Puy de Dôme en reed Merckx uit het geel twee dagen later in de rit naar Grenoble. Maar het was in de 11de rit dat hij zich de legende binnenreed. Hij won de rit naar Orcières-Merlette met 5'52" voorsprong op Lucien Van Impe. Merckx werd 3de op 8'42". Ocaña had nu 8'43" voorsprong op Joop Zoetemelk, Merckx stond pas 5de in de tussenstand op 9'46". De Tour leek beslist. In de daaropvolgende rit naar Marseille ging Merckx van bij de start met een aantal ploegmaats in de aanval en pakte twee minuten terug. De veertiende etappe, eerste Pyreneeënrit werd Ocaña fataal. Hij viel in de doorregende afdaling van de Col de Menté en moest opgeven. Merckx won de Tour uiteindelijk met bijna 10 minuten voorsprong op Zoetemelk.
Het daaropvolgende jaar moest het grote duel worden tussen beide protagonisten, maar Ocaña werd op afstand gefietst in de proloog, de ploegentijdrit, de eerste tijdrit en de eerste bergrit. Hij verloor verder tijd op de Mont Ventoux, eindigde in het spoor van Merckx in de rit naar Orcières-Merlette waar hij het jaar daarvoor zo ongenadig had uitgehaald en startte uiteindelijk niet meer in de 15de rit, toen hij al op 12 minuten gerangschikt stond. In 1973 duelleerden de grote rivalen opnieuw, deze keer in de Ronde van Spanje. Merckx won zes ritten en won met 3'46" voorsprong op Ocaña, die zonder ritzege bleef. Ocaña won vervolgens wel voor de 3de keer de Dauphiné Liberé en overklaste, in afwezigheid van Merckx, zijn tegenstanders in de Ronde van Frankrijk. Hij won zes ritten en had op het einde 15'51" voorsprong op Bernard Thévenet. In de rit naar Les Orres herhaalde hij zijn prestatie van in 1971 naar Orcières-Merlette. José Manuel Fuente eindigde op 0'58" in de buurt, Mariano Martinez had als derde een achterstand van 6'59" en Zoetemelk werd vijfde op 20'24".
Ocaña zou deze glansprestatie nooit meer herhalen. Hij won datzelfde jaar nog brons op het wereldkampioenschap wielrennen op de weg voor eigen volk op de Montjuich en werd nog twee keer 4de en een keer 2de in de Ronde van Spanje, maar hij startte niet in de Tour van 1974 en moest opgeven in die van 1975. In 1976 ging hij nog mee in de aanval met de latere winnaar Lucien Van Impe in de rit naar Pla d'Adet en werd 14de in de eindstand.
In zijn laatste Tour in 1977 werd hij 25ste. Bij deze tour werd hij betrapt op het gebruik van verboden middelen. Hij kreeg een sanctie opgelegd, die bestond uit een tijdstraf van 10 minuten in het algemene klassement, 1000 Zwitserse frank boete, 1 maand voorwaardelijke schorsing en declassering naar de laatste plaats in etappe. Het was ook de laatste Tour van Merckx, die zesde werd. Op het einde van dat seizoen nam hij afscheid als renner. In totaal won hij 110 wedstrijden gedurende zijn loopbaan.

### Na het wielrennen
Na zijn actieve carrière werd Ocaña bondscoach van Spanje. Nadat hij bij een bloedtransfusie hepatitis C had opgelopen, pleegde hij op 19 mei 1994 zelfmoord in zijn huis in Caupenne-d'Armagnac.

## Belangrijkste overwinningen
1968
- Spaans kampioen op de weg
- 1e, 2e en 6e etappe Ruta del Sol
- GP Llodio

1969
- Midi Libre
- 3e etappe Ronde van Rioja
- Eindklassement Ronde van Rioja
- 1e (deel A), 16e en 18e (deel B) etappe Ronde van Spanje
- 3e etappe Ronde van Baskenland
- Catalaanse Week

1970
- Proloog en 19e etappe Ronde van Spanje
- Eindklassement Ronde van Spanje
- 5e etappe deel B Dauphiné Libéré
- Eindklassement Dauphiné Libéré
- 17e etappe Ronde van Frankrijk

1971
- Eindklassement Ronde van Catalonië
- Grote Landenprijs
- 4e etappe Ronde van Baskenland
- Eindklassement Ronde van Baskenland
- 12e etappe Ronde van Spanje
- 8e en 11e etappe Ronde van Frankrijk
- Boucles de l'Aulne
- Dwars door Lausanne
- Subida a Arrate

1972
- Spaans kampioen op de weg
- 4e (deel A) en 5e (deel A) etappe Dauphiné Libéré
- Eindklassement Dauphiné Libéré

1973
- 7e (deel A), 8e, 12e (deel A), 13e, 18e en 20e (deel A) etappe Ronde van Frankrijk
- Eindklassement Ronde van Frankrijk
- Strijdlustklassement Ronde van Frankrijk
- Proloog en 6e (deel B) etappe Dauphiné Libéré
- Eindklassement Dauphiné Libéré
- 4e (deel B) etappe Ronde van Baskenland
- Eindklassement Ronde van Baskenland
- Catalaanse Week

1975
- 7e etappe Ruta del Sol
- 2e (deel B) etappe Ronde van Rioja

1976
- Maël-Pestivien

1977
- Proloog Ronde van de Middellandse zee

## Resultaten in voornaamste wedstrijden
| Jaar | Ronde van Italië | Ronde van Frankrijk | Ronde van Spanje |
| ---- | ---------------- | ------------------- | ---------------- |
| 1968 | 34e              |                     | opgave           |
| 1969 |                  | opgave              | ↑ (3)            |
| 1970 |                  | 31e (1)             | ↑ (2)            |
| 1971 |                  | opgave (2)          | ↑ (1)            |
| 1972 |                  | opgave              |                  |
| 1973 |                  | ↑ (6)               | ↑                |
| 1974 |                  | opgave              | 4e               |
| 1975 |                  | opgave              | 4e               |
| 1976 |                  | 14e                 | ↑                |
| 1977 |                  | 25e                 | 22e              |

| Jaar | Milaan-San Remo | Parijs-Roubaix | Luik-Bast.‑Luik | Ronde van Lombardije |  | WK op de weg |  | Wereldranglijsten |
| ---- | --------------- | -------------- | --------------- | -------------------- |  | ------------ |  | ----------------- |
| 1968 | 110e            |                |                 |                      |  |              |  |                   |
| 1969 |                 |                |                 |                      |  |              |  | 8e (SPP)          |
| 1970 | 26e             |                |                 | 7e                   |  |              |  | (SPP)             |
| 1971 |                 |                |                 |                      |  |              |  | (SPP)             |
| 1972 |                 |                |                 |                      |  |              |  | 8e (SPP)          |
| 1973 |                 | 29e            | 13e             |                      |  | ↑            |  | (SPP)             |
| 1975 |                 |                | 28e             |                      |  |              |  | 35e (SPP)         |
| 1976 |                 |                |                 |                      |  |              |  | 22e (SPP)         |
| 1977 | 140e            |                |                 |                      |  |              |  |                   |